# Fischleder

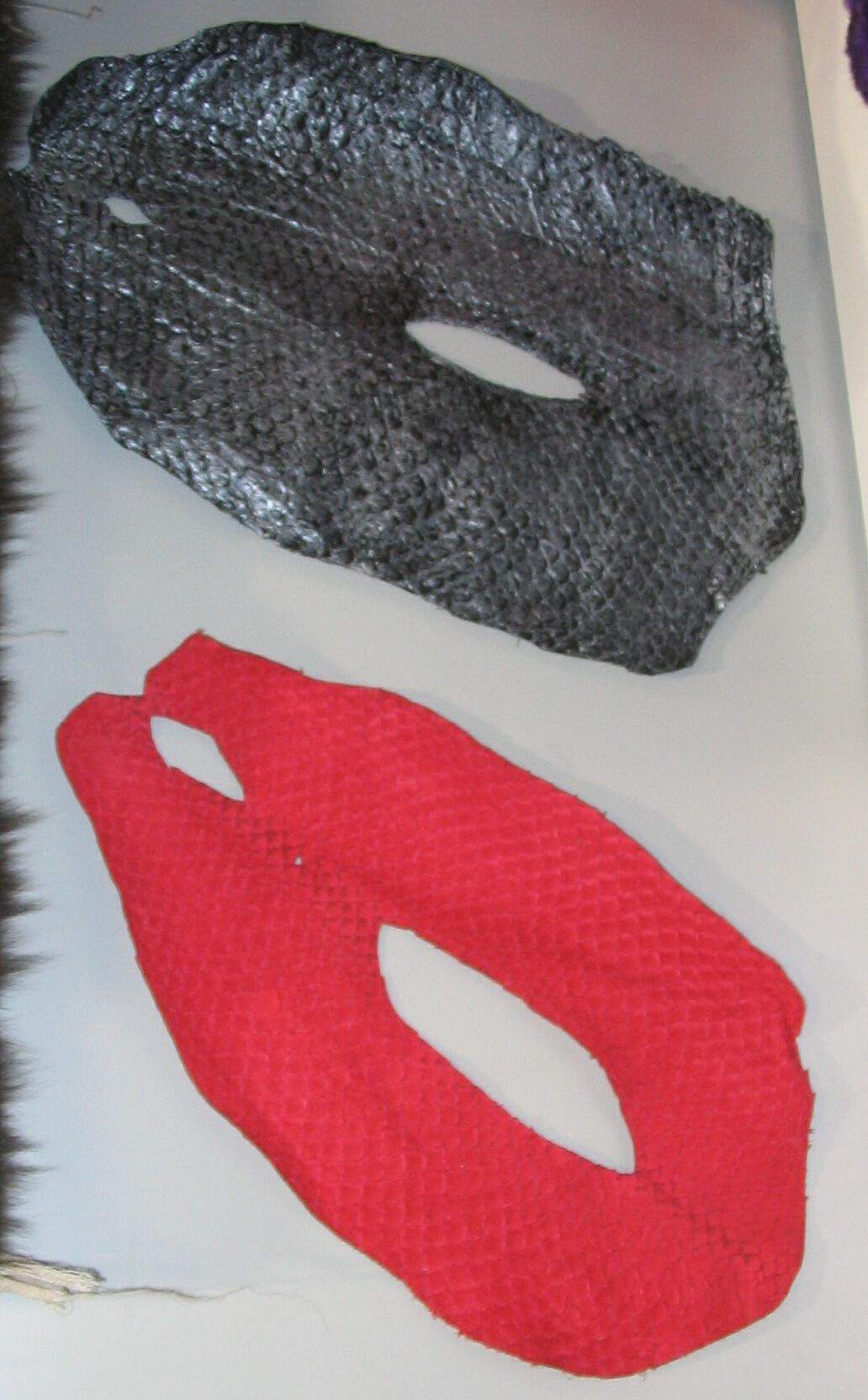
Fischleder

Fischleder wird aus Fischhaut hergestellt. Zu den für die Ledergewinnung gebräuchlichsten Fischarten gehören unter anderem Aale, Karpfen, Forellen, Lachse, Tilapia, Saiblinge, Seewölfe und Rochen.

## Geschichte

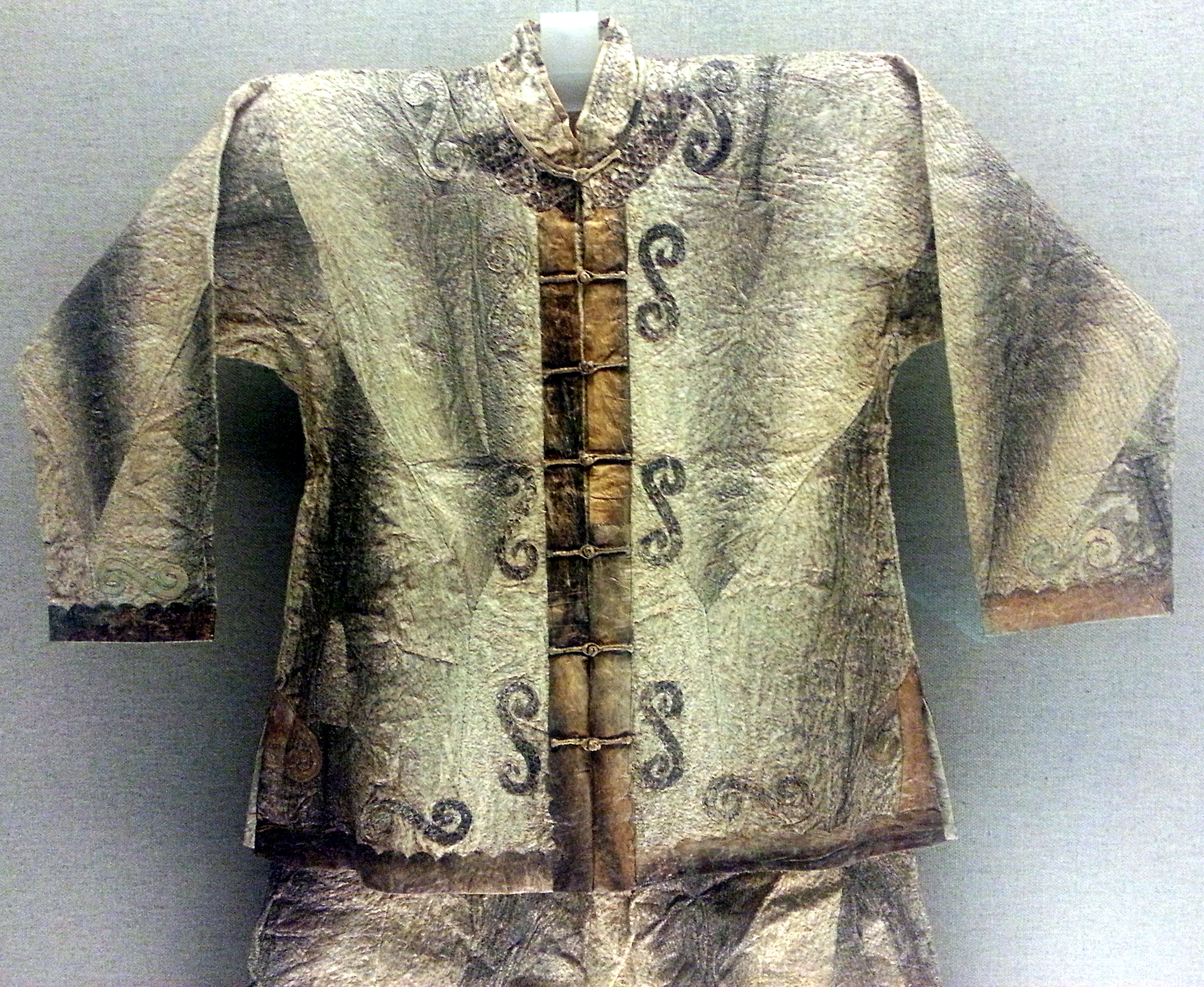
Traditionelle Fischlederjacke der Hezhen (Nanai)

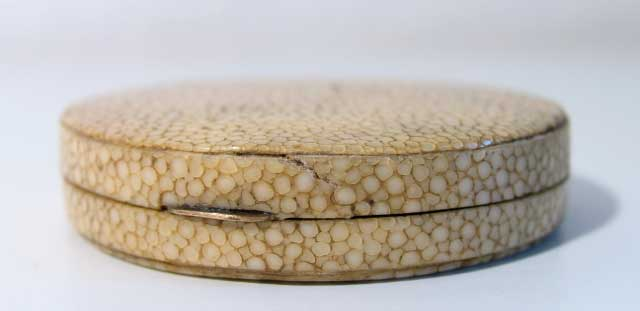
Antikes Döschen mit Chagrin vom Rochen

Fischleder ist kein neues Produkt, denn schon sehr früh wurde in Europa die Haut von Fischen zu Leder verarbeitet. Im Jahre 1939 gab es in Deutschland zehn Fabriken, die neben anderen Ledersorten auch Fischleder in Handarbeit herstellten. Im Jahre 1940 wurden im „Frankfurter Modeamt“ Kleidung und Schuhe aus Fischleder präsentiert.  In Ermangelung besser geeigneter Leder sollen während des Zweiten Weltkrieges Brandsohlen und Treibriemen aus haltbar gemachten Fischhäuten hergestellt worden sein.
Selbst bei den Naturvölkern gibt es heute nur noch wenige Menschen, die diese Verarbeitung beherrschen. Hier sind z. B. die Nanai in Sibirien, am Fluss Amur, zu nennen. Sie wurden von den Chinesen „Yupitaze“, was übersetzt „Barbaren in Fischhäuten“ entspricht, genannt. Sie fertigten nicht nur Kleidung aus Fischhäuten, sondern auch Zelte und Bootshäute. Im Bayerischen Wald trug 2007 ein gebürtiger Nanai entscheidend zur Gründung eines Fischledermuseums bei.
In Japan wurden früher Handreiben (Oroshiki) mit Hai-Leder (Samegawa-Oroshi) benutzt.

## Nutzung im 21. Jahrhundert

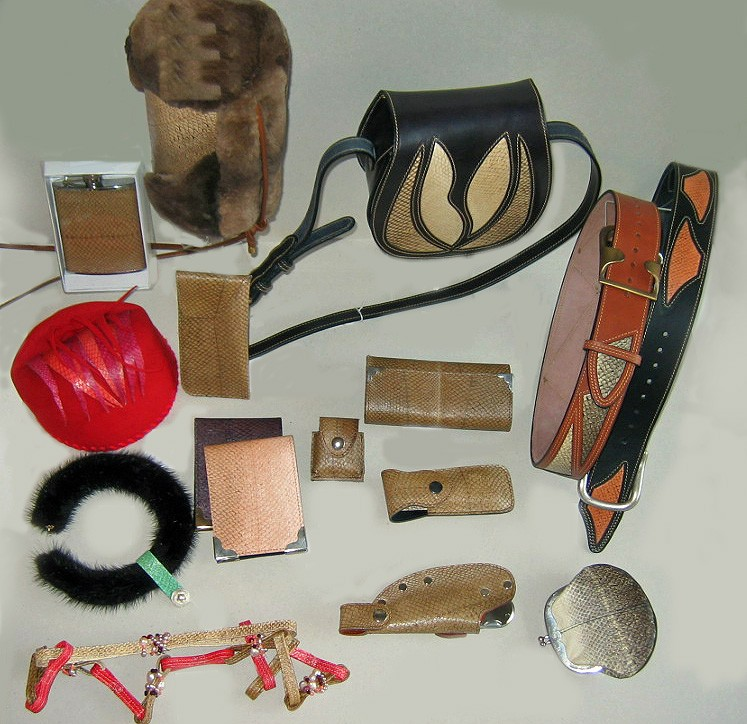
Handelsartikel aus Fischleder

Im Rahmen des Pilotprojekts Yupitaze entstand Ende 1999 im nördlichen Waldviertel in Niederösterreich ein Verfahren, bei dem die natürliche Farbe und die einzigartige Struktur der Fischhaut vollständig erhalten bleiben. In Zusammenarbeit mit einem Angehörigen des sibirischen Urvolkes der Nanai wurde dieses ausgesprochen schonende Verfahren entwickelt und seither stetig verbessert. In erster Linie werden dazu Häute von Karpfen, Lachs und Saibling, sowie vereinzelt auch von Dorsch und Seewolf verarbeitet. Doch auch für ausgefallene Fischarten, wie beispielsweise Stör, eignet sich dieses Herstellungsverfahren. Das Material findet sowohl im Bereich exklusiver Mode als auch in der Herstellung von hochwertigen Lederwaren, wie zum Beispiel Taschen, Börsen und Accessoires, Anwendung. So entsteht aus einem Abfallprodukt der Fischverarbeitung ein Werkstoff für Mode und Accessoires.
Eine industrielle Methode der Fischlederverarbeitung wurde um 2007 in Bayern entwickelt. Auch bei dieser Verarbeitung ist das Fischleder sehr weich, elastisch und leicht. Seine Haltbarkeit entspricht den besten bekannten Ledersorten, wie Rinds- und Kalbsleder. Das Material ist sehr individuell, da keine Haut der anderen gleicht. Fischleder wird zu Schuhen, Kleidern, Taschen, Krawatten, Hüten, Hosen und Accessoires verarbeitet. Der Geruch entspricht dem anderer Leder. Obwohl das Fischleder nach der Bearbeitung keine Schuppen mehr hat, bleibt die Hautstruktur mit dem Schuppenmuster, je nach Art, erhalten.

## Fischlederarten

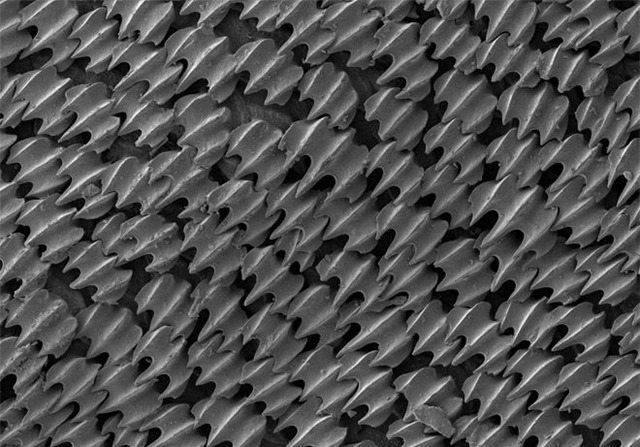
Oberflächenstruktur von Haileder in der Vergrößerung

Zu den verschiedenen Arten von Fischleder sind beispielsweise Boroso und „Shagreen“ (vom Haifisch) oder Chagrin und „Galuchat“ (vom Rochen) bekannt. Diese Lederarten haben optisch und haptisch besondere Eigenschaften, die beispielsweise für Schmuckdosen oder Griffe von Blankwaffen genutzt wurden.

## Artenschutz
Fischleder sieht sehr exotisch aus, daher kann es die Haut bedrohter Reptilien durchaus ersetzen. Da es ausreichend Fischhäute nicht bedrohter Arten aus den Abfallprodukten der Fischfabriken gibt, könnte dies einen Beitrag zum Artenschutz leisten.